# Transmarchement

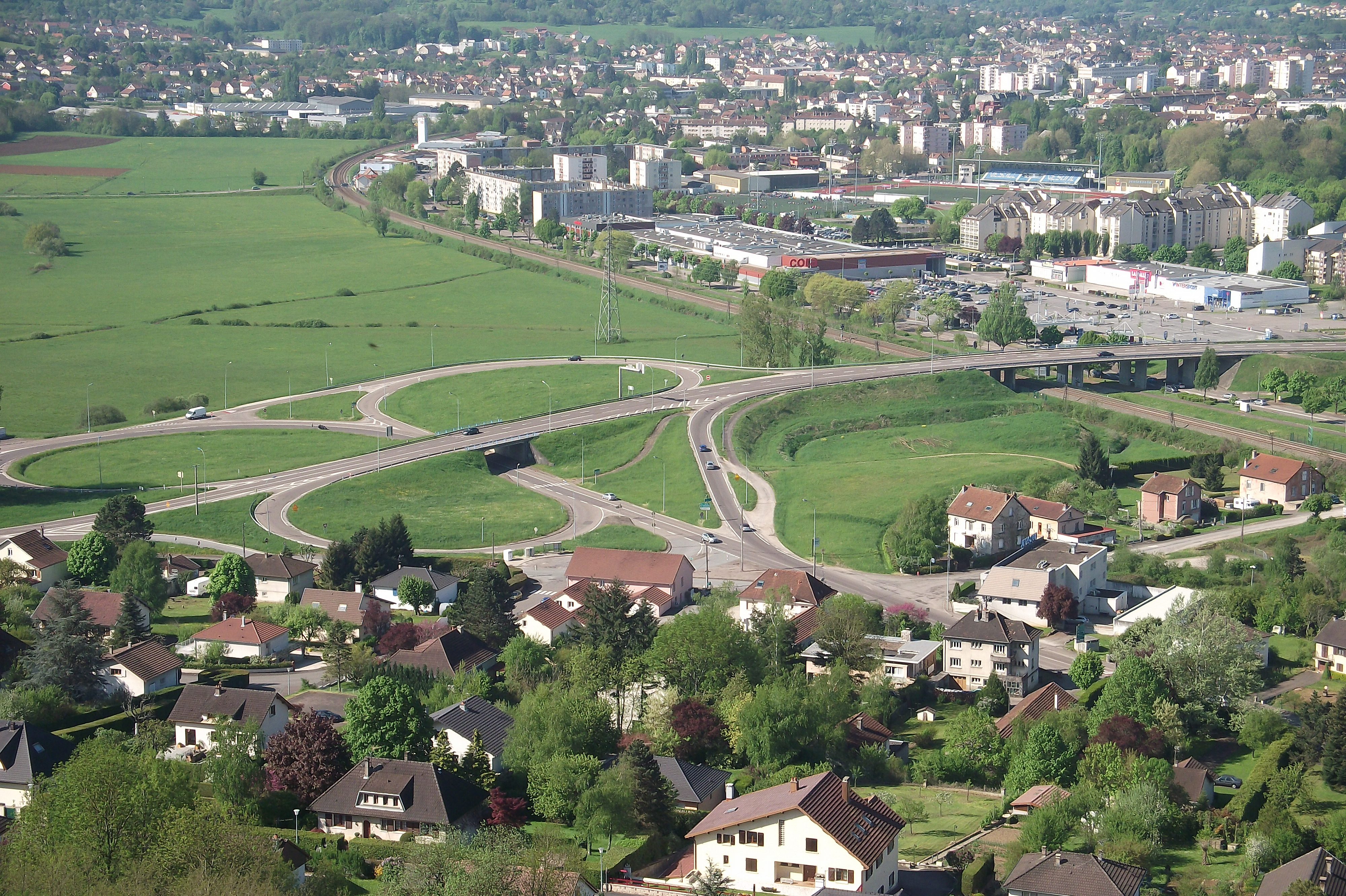
A Vesoul, le Transmarchement correspondait à ce quartier

Le transmarchement désignait autrefois, dans certaines villes de l'Est de la France (notamment en Franche-Comté), un droit de passage des marchandises. Le transmarchement désignait également des quartiers de Vesoul (encore usité), de Gray et de Besançon. 
L'archiviste du département de la Haute-Saône de 1922 à 1932, Martial Griveaud, a étudié ce terme. Il en a conclu que le nom de « transmarchement » désigne une taxe payée sur les marchandises qui traversaient la ville sans y être vendues : elle était assise non sur les marchandises elles-mêmes mais sur les véhicules, d'après le nombre de bêtes qui les tiraient. 
En effet, Martial Guiveaud déclare dans son étude :

« On appelait à Vesoul, au début du XVIIIe siècle, marchandises de « transmarchement », celles qui traversaient seulement la ville, à destination d'une autre ville ou d'une autre contrée, sans être vendues ou consommées dans la ville elle même : elles ne payaient pas d'octroi, ni à l'entrée ni à la sortie. »

Ce droit est concédé en 1766 au Magistrat (corps de ville) par le gouvernement royal.